# Robert Broughton
Thomas Robert Shannon Broughton (* 17. Februar 1900 in Corbetton, Ontario; † 17. September 1993 in Chapel Hill, North Carolina) war ein kanadischer Altertumswissenschaftler, der vor allem durch seine prosopographischen Forschungen zur römischen Republik bekannt ist.
Broughton besuchte das Victoria College der University of Toronto, wo er 1922 mit dem M. A. abschloss. Anschließend ging er an die University of Chicago und die Johns Hopkins University, wo er 1928 in lateinischer Philologie promoviert wurde. Einer seiner Lehrer war der Althistoriker Tenney Frank. Als Dozent kehrte Broughton an das Victoria College zurück. Von dort wechselte er zum Amherst College und zum Bryn Mawr College, wo er von 1928 bis 1965 lehrte. Den Abschluss seiner akademischen Laufbahn bildete der Lehrstuhl für Latein an der University of North Carolina at Chapel Hill, den er von 1965 bis 1971 innehatte. Außerdem bekleidete er Gastprofessuren an der Johns Hopkins University und der American Academy in Rome.
Broughtons Hauptwerk ist das prosopographische Handbuch Magistrates of the Roman Republic, das sich bemüht, alle bekannten Amtsträger der römischen Republik bis 31 v. Chr. zusammenzustellen. Es erschien in drei Bänden zwischen 1951 und 1986; für die ersten beiden Bände wurde Broughton 1953 von der American Philological Association ausgezeichnet.
Broughton war Mitglied zahlreicher wissenschaftlicher Vereinigungen und Akademien (darunter seit 1962 die American Academy of Arts and Sciences und seit 1955 der American Philosophical Society) sowie Ehrendoktor der Johns Hopkins University, der University of Toronto und der University of North Carolina in Chapel Hill.
Broughtons Sohn war der Schriftsteller T. Alan Broughton.

## Schriften (Auswahl)
- The Romanization of Africa Proconsularis. Baltimore 1929, Neuausgabe 1968 (Dissertation).
- Roman Asia Minor. In Tenney Frank (Hrsg.): An Economic Survey of Ancient Rome. Band, Johns Hopkins UP, Baltimore 1938, S. 499–918.
- The Magistrates of the Roman Republic. Band 1: 509 B.C.–100 B.C. Band 2: 99 B.C.–31 B.C. American Philological Association, New York 1951–1952. Nachdruck Scholars Press, Atlanta 1986, ISBN 0-89130-812-1.
  - Supplement to the Magistrates of the Roman Republic. American Philological Association, New York 1960.
  - Band 3: Supplement. Scholars Press, Atlanta, Georgia 1986, ISBN 0-89130-811-3.
- Candidates Defeated in Roman Elections: some ancient Roman ‘also-rans’  (= Transactions of the American Philological Association. Band 81, Teil 4). American Philosophical Society, Philadelphia 1991.
- Autobiography. A scholar’s life (= American Journal of Ancient History. N. S., Band 5). Gorgias Press, Piscataway, NJ 2008, ISBN 978-1-59333-837-4.